# Szent Péter és Szent Pál-misszió
A Szent Péter és Szent Pál-misszió egy spanyol alapítású jezsuita misszió a mexikói Sonora államban, Tubutama településen.

## Leírás
A Szent Péter és Szent Pál-missziót több sonorai misszióhoz hasonlóan a 17. század végén a jezsuita Eusebio Francisco Kino alapította, ám 1695-ben az itt felépített kápolna elpusztult. A ma is álló épületegyüttest már a ferencesek építették 1788–1791 táján.
Az épület különleges értékét a vakolt és fehérre meszelt falak díszítései adják. Főbejárata félköríves záródású, keretezését főként növényi motívumok díszítik, mellette pedig két balusztrádszerű pilaszter tart egy előreugró párkányt. A párkány fölött újabb virágdíszes pilaszterek fogják közbe a kórus ablakát, a főhomlokzat két oldalán pedig különféle alakú, és szintén díszes keretezésű vakablakok találhatók, legfelül pedig hegyes, napórával ellátott timpanon zárja a homlokzatot. Kis tornyában találhatók a harangok. A templombelső egyszerű, a boltozat domborműves díszítésű. Retablója 18. századi barokk alkotás.